# Lepiota lutea
Lepiota lutea fa parte del numeroso gruppo di Lepiota di piccola taglia, simili alla Lepiota cristata ed altre, tutte tossiche oppure fortemente sospette.

È una Lepiota abbastanza conosciuta per la sua prerogativa di crescere in serre e vasi domestici.

## Descrizione della specie

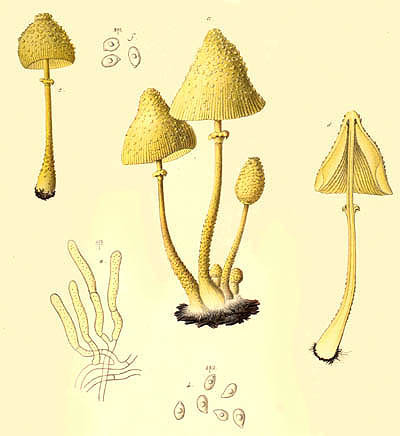
Disegno della L. lutea in alcune sue forme

### Cappello
Di piccole dimensioni, inizialmente campanulato, poi piano; margine involuto e umbone centrale sempre rialzato. Presenta striature e punteggiature radiali color giallo-paglierino su sfondo bianco.

### Lamelle
Libere, di color giallo chiaro tendente al bianco per via della sporata.

### Gambo
Facilmente separabile dal cappello, esile, di colore giallo, cavo. Alla base presenta un piccolo bulbo.

### Anello
Di colore giallo, molto fragile.

### Spore
Bianche in massa, di forma ellissoidale.

### Carne
Di colore giallo.
- Odore: leggero, fungino.
- Sapore: insignificante.

## Habitat
Cresce tutto l'anno, gregaria oppure cespitosa, in serra oppure nei vasi domestici. Predilige terreno ricco di humus.

## Commestibilità
Velenoso.

Può causare avvelenamenti anche molto gravi, a seconda della quantità ingerita.

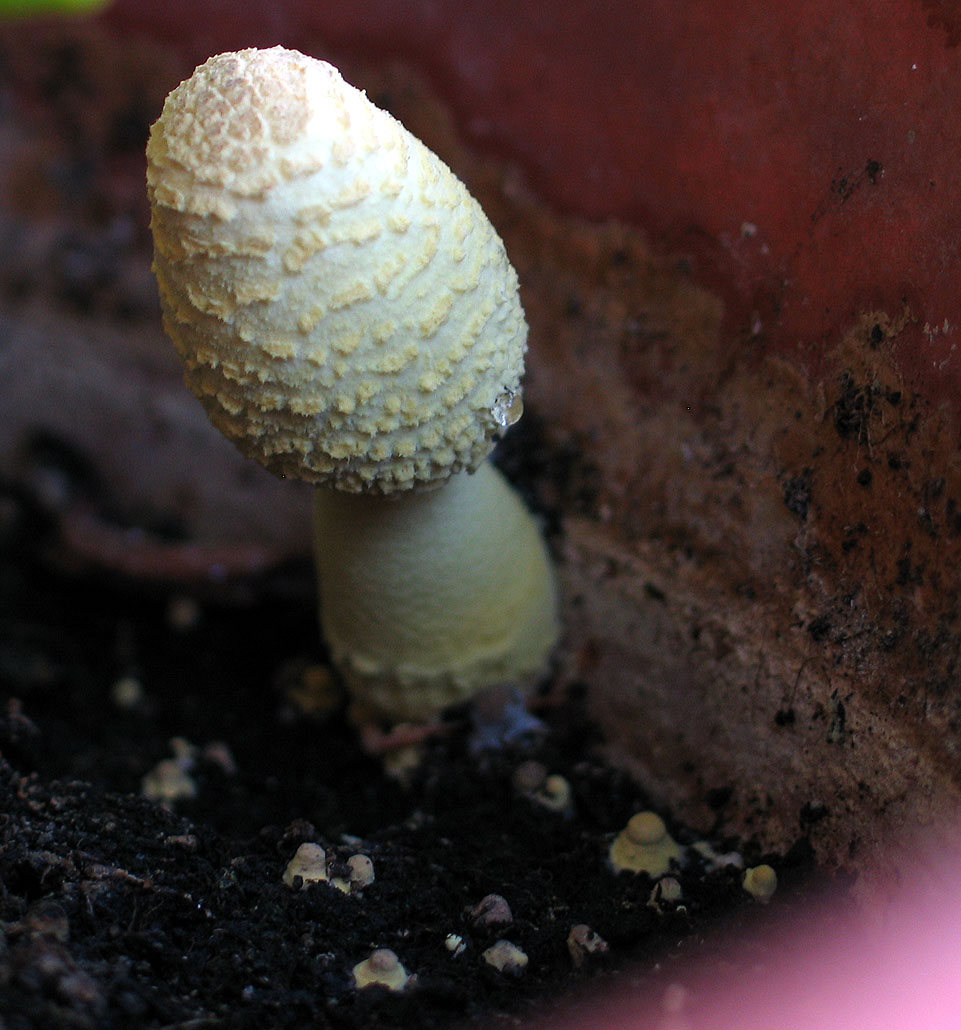
L. lutea

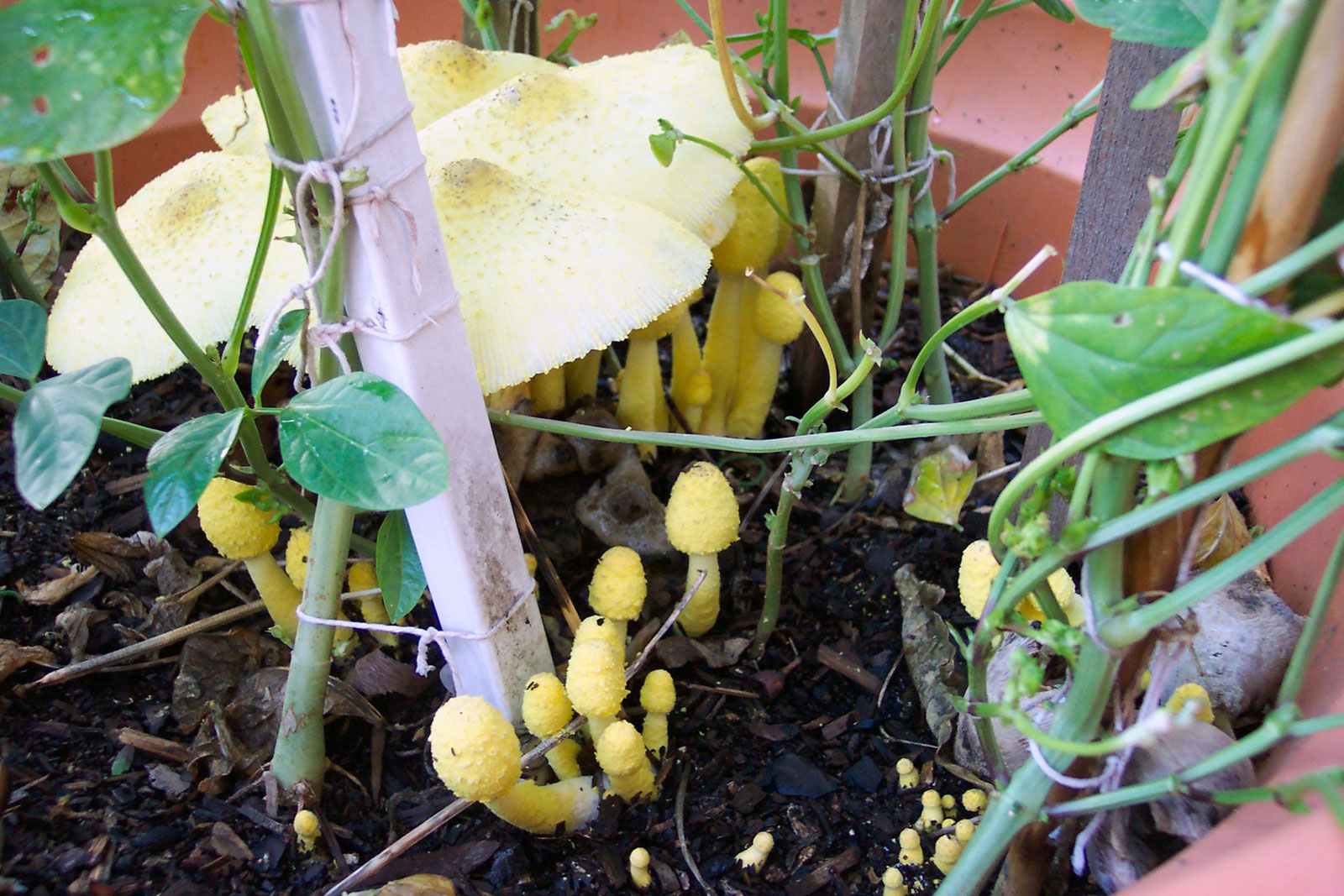
Lepiota lutea (Withering) Quelét

## Etimologia
Dal latino luteus = giallo, per il suo colore predominante.

## Specie simili
- Alcune specie del genere Leucocoprinus
- Lepiota xanthophylla.

## Sinonimi e binomi obsoleti
- Leucocoprinus birnbaumii (Corda) Singer
- Leucocoprinus flos-sulphuris (Schnizl.) Cejp
- Leucocoprinus luteus (Bolton) Locq. (1945)